# 10499 Sarty
10499 Sarty este o planetă minoră (asteroid), cu un diametru de 3,472 km, din centura de asteroizi. A fost descoperită pe 7 septembrie 1986 la Observatorul La Silla de Henri Debehogne. 
Obiectul prezintă o orbită caracterizată de o semiaxă mare de 2,2866407 UAi, o excentricitate de 0,22, o înclinație de 6,485 ° în raport cu ecliptica.